# Clubiona cada
Clubiona cada är en spindelart som beskrevs av Forster 1979. Clubiona cada ingår i släktet Clubiona och familjen säckspindlar. Inga underarter finns listade i Catalogue of Life.